# Dodona hoenei
Dodona hoenei is een vlindersoort uit de familie van de prachtvlinders (Riodinidae), onderfamilie Nemeobiinae.
Dodona hoenei werd in 1951 beschreven door Forster.